# CountryLink
CountryLink est la société ferroviaire de transport de voyageurs de Nouvelle-Galles du Sud en Australie, existant de 1989 à 2013, date à laquelle elle est remplacée par NSW TrainLink.

## Histoire
CountryLink assure les transports à l'intérieur de l'État mais aussi vers le Queensland et le Victoria. Elle est une filiale de la Rail Corporation New South Wales (RailCorp), une société appartenant au gouvernement de Nouvelle-Galles du Sud. CountryLink exploite son réseau ferroviaire en utilisant deux types de trains : le XPT et le Xplorer, passant des accords avec des sociétés privées d'autobus pour ses correspondances.
La société est fortement déficitaire, avec 217,3 millions de dollars dépensés en 2002-2003 pour 68,9 millions de dollars de recettes. Cependant la plupart des services continuent de fonctionner en dépit de ces chiffres, le gouvernement de l'État ne jugeant pas réalisable sur le plan politique la possibilité de les suspendre.